# Shuowen Jiezi

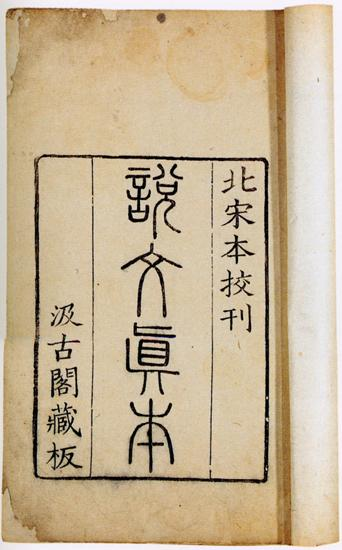
Shuowen Jiezi

Shuowen jiezi (說文解字, Shuōwén jiězì) är en av de tidigaste kinesiska ordböckerna (Erya och Fangyan var två tidigare ordböcker) och den första att använda radikaler att katalogisera tecknen.  Den sammanställdes under Han-Dynastin, av Xu Shen omkring år 100 före vår tideräkning.  Shuowen jiezi betyder förklara grundläggande tecken och analysera sammansatta tecken.
Shuowen Jiezi upptecknar och förklarar i 15 kapitel 9.353 skrivtecken, ordnat efter radikaler. Detta system används, om än något omdanat, fortfarande. Shuowen Jiezi använder 540 radikaler, ordnat efter dåtida filosofiska principer. Detta antal reducerades först i och med Kangxi-ordboken utkom år 1716, under Qingdynastin.